# 타운센드큰귀박쥐
타운센드큰귀박쥐(Corynorhinus townsendii)는 애기박쥐과에 속하는 박쥐의 일종이다. 타운센드큰귀박쥐는 중형 크기(몸무게 7~12g)의 박쥐로 극단적으로 길고 유연한 귀 그리고 주둥이 양쪽에 난 눈에 띄는 혹을 갖고 있다. 전체 몸길이는 약 10cm, 꼬리 길이는 약 5cm이다. 날개 폭은 약 28cm 정도이다. 캐나다와 멕시코 그리고 미국에서 발견된다.

## 아종
- 오자크큰귀박쥐 (C. t.ingens)
- 서부큰귀박쥐 (C. t. pallescens)
- 타운센드큰귀박쥐 (C. t. townsendii)
- 버지니아큰귀박쥐 (C. t.virginianus)